# Джеймстаун (Нью-Йорк)
Джеймстаун (англ. Jamestown) — місто (англ. city) в США, в окрузі Чотоква штату Нью-Йорк. Населення — 28 712 особи (2020).

## Географія
Джеймстаун розташований за координатами 42°5′51″ пн. ш. 79°14′10″ зх. д. / 42.09750° пн. ш. 79.23611° зх. д. (42.097603, -79.236135).  За даними Бюро перепису населення США в 2010 році місто мало площу 23,47 км², з яких 23,14 км² — суходіл та 0,33 км² — водойми.

### Клімат
| Клімат : Джеймстаун     | Клімат : Джеймстаун | Клімат : Джеймстаун | Клімат : Джеймстаун | Клімат : Джеймстаун | Клімат : Джеймстаун | Клімат : Джеймстаун | Клімат : Джеймстаун | Клімат : Джеймстаун | Клімат : Джеймстаун | Клімат : Джеймстаун | Клімат : Джеймстаун | Клімат : Джеймстаун | Клімат : Джеймстаун |
| Показник                | Січ.                | Лют.                | Бер.                | Квіт.               | Трав.               | Черв.               | Лип.                | Серп.               | Вер.                | Жовт.               | Лист.               | Груд.               | Рік                 |
| Абсолютний максимум, °C | 22,2                | 22,8                | 27,8                | 33,3                | 33,9                | 39,4                | 37,8                | 37,2                | 36,7                | 31,1                | 26,7                | 22,8                | 39,4                |
| Середній максимум, °C   | −0,1                | 1,6                 | 6,5                 | 13,8                | 19,9                | 24,6                | 26,7                | 26,1                | 22,1                | 15,4                | 8,8                 | 2,1                 | 14,0                |
| Середній мінімум, °C    | −9,7                | −9,5                | −5,5                | 0,7                 | 5,6                 | 11,2                | 13,3                | 12,6                | 8,5                 | 3,1                 | −1,2                | −6,3                | 1,9                 |
| Абсолютний мінімум, °C  | −35                 | −35                 | −30,6               | −18,3               | −7,2                | −2,8                | 2,2                 | −2,2                | −4,4                | −10,6               | −21,1               | −29,4               | −35                 |
| Норма опадів, мм        | 75                  | 63                  | 75                  | 91                  | 106                 | 117                 | 122                 | 98                  | 109                 | 94                  | 108                 | 91                  | 1149                |
| Днів з опадами          | 18,5                | 13,6                | 13,5                | 12,9                | 11,9                | 12,0                | 11,3                | 11,2                | 10,6                | 12,3                | 13,5                | 16,8                | 158,1               |
| Днів зі снігом          | 12,8                | 9,0                 | 6,0                 | 1,3                 | 0                   | 0                   | 0                   | 0                   | 0                   | 0,3                 | 3,0                 | 10,1                | 42,5                |
| ----------------------- | ------------------- | ------------------- | ------------------- | ------------------- | ------------------- | ------------------- | ------------------- | ------------------- | ------------------- | ------------------- | ------------------- | ------------------- | ------------------- |
| Джерело: NOAA           |                     |                     |                     |                     |                     |                     |                     |                     |                     |                     |                     |                     |                     |

## Демографія
Згідно з переписом 2010 року, у місті мешкало 31 146 осіб у 13 122 домогосподарствах у складі 7411 родини. Густота населення становила 1327 осіб/км².  Було 14738 помешкань (628/км²).
Расовий склад населення:
| - 88,4 % — білих - 4,1 % — чорних або афроамериканців - 0,6 % — корінних американців - 0,4 % — азіатів - 2,3 % — осіб інших рас |

До двох чи більше рас належало 4,1 %. Частка іспаномовних становила 8,8 % від усіх жителів.
За віковим діапазоном населення розподілялося таким чином: 24,6 % — особи молодші 18 років, 60,8 % — особи у віці 18—64 років, 14,6 % — особи у віці 65 років та старші. Медіана віку мешканця становила 36,9 року. На 100 осіб жіночої статі у місті припадало 94,6 чоловіків;  на 100 жінок у віці від 18 років та старших — 91,1 чоловіків також старших 18 років.
Середній дохід на одне домашнє господарство  становив 42 948 доларів США (медіана — 30 950), а середній дохід на одну сім'ю — 53 727 доларів (медіана — 43 322). Медіана доходів становила 37 644 долари для чоловіків та 28 854 долари для жінок. За межею бідності перебувало 29,3 % осіб, у тому числі 43,3 % дітей у віці до 18 років та 11,2 % осіб у віці 65 років та старших.
Цивільне працевлаштоване населення становило 12 538 осіб. Основні галузі зайнятості: освіта, охорона здоров'я та соціальна допомога — 25,4 %, виробництво — 19,0 %, роздрібна торгівля — 13,5 %, мистецтво, розваги та відпочинок — 10,2 %.

## Відомі люди
- Люсіль Болл — акторка, співачка, модель, комікеса, телепродюсерка та підприємиця.
- Нік Картер — співак, музикант, актор, учасник гурту «Backstreet Boys».
- Міхал Грамено — албанський письменник і активіст за незалежність.
- Pandora Boxx — Дрег-квін, комік та учасник реаліті шоу.
- Вілліс Вітні — хімік й засновник дослідницької лабораторії компанії «General Electric Company plc»